# Africophilus jansei
Africophilus jansei är en skalbaggsart som beskrevs av Omer-cooper och Joseph Omer-cooper 1957. Africophilus jansei ingår i släktet Africophilus och familjen dykare. Inga underarter finns listade i Catalogue of Life.